# Albina Airstrip
Albina Airstrip (IATA: ABN, ICAO: SMBN) is een vliegveld in de buurt van Albina, de hoofdplaats van het district Marowijne, in het oosten van Suriname.